# To the Last Man (film 1933)
To the Last Man è un film del 1933 diretto da Henry Hathaway, basato sul breve romanzo di Zane Grey To the Last Man: A Story of the Pleasant Valley War.
Non accreditata in un piccolo ruolo appare la piccola Shirley Temple, non ancora una stella.

## Produzione
Il film fu prodotto dalla Paramount Pictures. Venne girato in California e in Arizona.

## Distribuzione
Distribuito dalla Paramount Pictures, il film uscì nelle sale cinematografiche statunitensi il 15 settembre 1933.